# Caleb Thomas
Caleb Thomas ist ein US-amerikanischer Schauspieler und Synchronsprecher.

## Leben
Thomas ist das jüngste von drei Kindern eines Pastors. Er hat eine ältere Schwester und einen älteren Bruder und sein Name ist biblischen Ursprungs. Er wuchs in der Kleinstadt Concrete im US-Bundesstaat Washington auf. 2012 spielte er in einer Episode der Fernsehserie Glee mit. In den nächsten Jahren folgten weitere Episodenrollen in verschiedenen US-amerikanischen Fernsehserien. 2015 übernahm er die gleichnamige Hauptrolle in der Webserie Chase Champion.
Thomas ist auch als Darsteller in Low-Budget-Filmen bekannt. So übernahm er 2019 eine Rolle im Tierhorrorfilm Zoombies 2 – Die Rache der Tiere oder 2020 eine Rolle in Battlefield 2025. 2021 hatte er eine Nebenrolle im Musikfilm Downfalls High.
Er wirkte in über 50 Musikvideos von verschiedenen Interpreten mit.

## Filmografie (Auswahl)
- 2012: Glee (Fernsehserie, Episode 4x01)
- 2012: The Nightcrawlers: A Story About a Family
- 2013: Modern Family (Fernsehserie, Episode 5x02)
- 2013: Disney Game On (Fernsehserie)
- 2014: Tattoo Nightmares (Fernsehserie, Episode 2x22)
- 2014: Killer Kids (Fernsehserie, Episode 3x08)
- 2014: Weekend Warriors (Fernsehserie, Episode 1x11)
- 2015: Nikki! (Fernsehfilm)
- 2015: Outrageous 911 (Fernsehserie, Episode 2x02)
- 2015: Did He Do It? (Fernsehserie, Episode 1x02)
- 2015: Hangar 1: The UFO Files (Fernsehserie, Episode 2x11)
- 2015: My Stepdaughter
- 2015: Killer Confessions (Fernsehserie, Episode 1x03)
- 2015: Chase Champion (Webserie, 10 Episoden)
- 2015–2019: Pillow Talk (Fernsehserie, 22 Episoden)
- 2016: Honest Game Trailers (Fernsehserie, Episode 3x03)
- 2016: The Trials of Apollo (Mini-Serie)
- 2016: Lost in the West (Mini-Serie, 3 Episoden)
- 2016: Mr. Student Body President (Fernsehserie, Episode 1x10)
- 2016: Unfortunatly Ashly (Fernsehserie, Episode 1x03)
- 2016: Why Him?
- 2016: 12 Deadly Days (Mini-Serie, 2 Episoden)
- 2016: People Magazine: Investigativ (Fernsehserie, Episode 1x08)
- 2017: Leah Remini: Ein Leben nach Scientology (Leah Remini: Scientology and the Aftermath) (Fernsehserie, Episode 1x06)
- 2017: Disconnected
- 2017: Highway to Havasu
- 2017: The Sex Addict
- 2017: Hollywood Darlings (Fernsehserie, 2 Episoden)
- 2017: Stasis
- 2017: The Terror of Hallow's Eve
- 2017: Martha & Snoop's Potluck Dinner Party (Fernsehserie, Episode 2x01)
- 2017: Fatales Vertrauen – Dem Mörder so nah (Unusual Suspects) (Fernsehserie, Episode 9x08)
- 2017: The Off Season (Fernsehserie, Episode 1x01)
- 2017: Corrupt Crimes (Fernsehserie, Episode 2x35)
- 2018: Amanda McKay
- 2018: Mani (Fernsehserie, 6 Episoden)
- 2018: Hack My Life (Fernsehserie, 3 Episoden)
- 2018: Dick Dickster
- 2019: #VanLife (Fernsehserie, Episode 1x08)
- 2019: Best Friends (Fernsehserie, Episode 1x04)
- 2019: Zoombies 2 – Die Rache der Tiere (Zoombies 2)
- 2019: Deadwood – Der Film (Deadwood) (Fernsehfilm)
- 2019: Candy Corn
- 2020: Out of Play: Der Weg zurück (The Way Back)
- 2020: Breaking Fast
- 2020: Battlefield 2025
- 2020: The Step Daddy
- 2020: Adam 2.0 (Kurzfilm)
- 2020: Big Freaking Rat
- 2020: Rapture Camp
- 2020: Down the K-Hole (Fernsehserie)
- 2021: Downfalls High